# Aeroportul Internațional Taba
Aeroportul Internațional Taba (IATA: TCP, ICAO: HETB) este un aeroport din Janub Sina', Egipt ce deservește zona Taba, Egipt. Aeroportul a fost tranzitat în decembrie 2022 de 4.500 de pasageri. A fost deschis în 1982 și numit după zona deservită.
Situat la o altitudine de 736 m, aeroportul dispune de o singură pistă. Este operat de Egyptian Airports Company⁠(d).